# Хайнівка
Ха́йнівка — село в Україні, в Олександрівській селищній громаді, Кропивницького району, Кіровоградської області. Населення становить 57 осіб. Орган місцевого самоврядування — Олександрівська селищна громада.

## Населення
Згідно з переписом УРСР 1989 року чисельність наявного населення села становила 106 осіб, з яких 42 чоловіки та 64 жінки.
За переписом населення України 2001 року в селі мешкало 57 осіб.

### Мова
Розподіл населення за рідною мовою за даними перепису 2001 року:
| Мова       | Відсоток |
| ---------- | -------- |
| українська | 98,25 %  |
| білоруська | 1,75 %   |